# Дайдзірін
Дайдзірін / Дайджірін (японською: 大辞林, букв. "Великий ліс слів") — це вичерпний однотомний японський словник, який редагував Акіра Мацумура (松村明 Мацумура Акіра, 1916–2001) і вперше опублікований видавництвом "Сансейдо" (三省堂書店 — Сансейдō Сьотен) у 1988. Це видання базується на двох попередніх словниках "Сансейдо", які редагував Сьодзабуро Канадзава (金沢庄三郎, 1872–1967): "Дзірін" (辞林 "Ліс слів", 1907) та виправлений "Кōдзірін" (広辞林" Широкий ліс слів, 1925).

## Історія
"Сансейдо" цілеспрямовано створив "Дайдзірін", щоб конкурувати з прибутковим словником Іванамі "Кодзіен", який був довготривалим бестселером і мав три видання (у 1955, 1969 та 1983 роках). Двома іншими тогочасними словниками, які прагнули забрати ринкову частку "Кодзіен, були кольоровий ілюстрований "Ніхонґо Дайдзітен" (日本語大辞典 "Великий словник японської мови", 1989) видавництва "Коданся" та "Дайдзісен" (大辞泉 "Велике джерело слів, 1995, також за редакції Акіри Мацумури) видавництва "Сьоґакукан".
"Дайдзірін" мав три видання:
- 1988, перше видання, ISBN 4-385-14001-4
- 1995, друге видання, ISBN 4-385-13900-8
- 2006, третє видання, ISBN 4-385-13905-9

Перше видання "Дайдзірін" (1988) містило 220,000 статей за заголовними словами і включало енциклопедичний вміст з численними діаграмами, таблицями й ілюстраціями. В той час, як "Кодзіен" виходив чорно-білим друком, "Сансейдо" вмістило 19 двоколірних ілюстрацій для таких тем, як пори року (з кіґо), мовознавство (синонімія) та японська мова (Манйоґана). Згідно з передмовою Мацумури, процес редагування першого видання зайняв більше 28 років.
У другому виданні (1995) було збільшено кількість статей до 233,000 і розширено число ілюстрацій (включаючи 31 сторінку повноколірних карт і графіків). "Сансейдо" видало друге видання у друкованому варіанті, CD-ROM, e-book та вебверсії. Вони додатково зробили "супер" версію "Су:па: Дайдзірін" (スーパー大辞林) на CD-ROM з іншими японськими й англійськими словниками "Сансейдо", додавши звукові файли з вимовою. У 1997 році "Сансейдо" опублікувало обернений словник другого видання під назвою "Кандзі-бікі, Ґяку-бікі Дайдзірін" (漢字引き・逆引き大辞林, ISBN 4-385-13901-6) з двома покажчиками. Перший містив кандзі за читанням он та кількістю рисок, другий — заголовні слова за першим і за останнім кандзі (наприклад, він вказує на слово "дзісьо" 辞書 "словник" і за дзі 辞 "слово", і за сьо 書 "книга"). Згідно з "Сансейдо, повний продаж перших двох видань склав понад 1 мільйон копій у 2003.
У третьому виданні (2006) додалися нові заголовні слова, такі, як англійські запозичені слова інтаракучібу (インタラクティブ, "interactive"), що загалом склало 238,000 статей. Японські видавництва словників зіткнулися з дилемою того, що зростаюча популярність Інтернет- і електронних словників зменшує продажі друкованих. Коно (2007) зазначає: "Згідно з "Дзітен Кьокай", асоціацією видавців словників, сукупні щорічні продажі друкованих словників, включно з популярними японськими, англійськими та спеціалізованими, такими, як технічні словники, зменшилися уполовину до 6,5 мільйонів за минуле десятиліття". Щоб розрекламувати третє видання, "Сансейдо" запустило новий сервіс "Подвійний", "Дюару Дайдзірін" (デュアル大辞林), дозволяючи покупцям друкованої версії реєструватися й отримувати вільний доступ до онлайн-словника. Онлайн-версія регулярно оновлюється і надає пошук синонімів та пов’язаних виразів за ключовими словами. У 2006 загальні продажі "Дайдзірін" перевищили 1,5 мільйон копій. 
"Дайдзірін" також доступний в Інтернеті. Вебсловник "Сансейдо" пропонує веб і мобільну підписку із доступом до численних словників, включаючи Е-дзірін (e辞林). "Goo Lab" Японської телеграфної і телефонної корпорації надає сервер, який дозволяє безкоштовно здійснювати пошук онлайн у другому виданні "Су:па: Дайдзірін". Yahoo також надає доступ до другого видання словника.

## Лексикографічні характеристики
Однією з найбільших відмінностей між тлумаченнями в "Дайдзірін" та "Кодзіен" є те, як вони подані. Словник може подавати статті в історичному порядку від найстарішого до найновішого значення (наприклад, "Кодзіен" та "Оксфордський словник англійської мови") чи за популярністю від найвживанішого значення (наприклад, "Дайдзірін" та "Американський спадковий словник").
"Дайдзірін" містить різноманітну лексику, включаючи слова сучасної і класичної японської, наукові терміни, власні назви, абревіатури та ідіоми йодзідзюко. Деякі тлумачення містять семантичні записи, які розрізняють омоніми та синоніми.  Приклади вживання в "Дайдзірін" напрочуд різноманітні: від класичних текстів, як Манйосю, до сучасних публікацій.
Том Ґаллі (1999) визначає три переваги "Дайдзіріна":
Хоча "Кодзіен" вважається авторитетним словником і часто цитується газетними редакторами, які намагаються встановити етимологічну точність у спірних питаннях, я вважаю найкращим однотомним словником кокуґо [японської мови] "Дайдзірін".  Оскільки він створювався для того, щоб напряму конкурувати зі словником "Кодзіен", "Дайдзірін" відрізняється від інших відомих попередників в одному ключовому підході: у той час, як "Кодзіен" розташовує множинні тлумачення в історичному порядку, "Дайдзірін" ставить на перше місце найбільш вживане сучасне значення. У результаті для людини, яка читає сучасну японську, в "Дайдзірін" можна набагато швидше відшукати бажане значення.
Двома іншими перевагами "Дайдзірін" є семантично "більш детальні" тлумачення та "незвичайні, але не безпрецедентні" покажчики за кандзі та оберненим словником.
Бароні та Біалок (2005) описують "Дайдзірін" наступним чином:
Це найсучасніший та найпривабливіший великий однотомний кокуґо дзітен. У цьому сенсі він може навіть перекрити чи навіть витіснити "Кодзіен" за неологізмами та ґайрайґо [запозиченими словами]. Він також подає ілюстрації та історичні посилання, графіки і пояснення історичних та складних термінів. Його візуально простіше використовувати,  адже заголовки ґодзюон чітко виділені, а також використовуються більші заголовки для важливіших статей.
Фаріс (2005) пише:
Загалом, тлумачення в "Дайдзірін" дуже просто читати, порівняно з тлумаченнями "Кодзіен", з якими у багатьох випадках виникають проблеми у словах неяпонського походження, часто містять слова складніші, ніж ті, які описують. Також у багатьох випадках "Дайдзірін" простіше складений і містить приклади використання чи тлумачення, яких немає в "Кодзіен".
Він порівнює тлумачення для абаренбо: (暴れん坊), яке дослівно означає "невгамовне дитя, неспокійне дитя; згусток енергії", а в переносному значенні має на увазі абаремоно (暴れ者) "бешкетник; хуліган; гангстер; той, хто порушує правила суспільства".
- "Кодзіен": 思うままに振舞う人。あばれもの。"Людина, яка чинить так, як хоче. Жорстока людина."
- Daijirin: 1. けんかやいたずらをする活発な子供。2. 周囲を気にせず強引な行動をする人。"1. Жвава дитина, яка влізає у бійки і зчиняє шкоду. 2. Людина, яка діє лише на власний розсуд, не зважаючи на людей довкола неї".

Фаріс підсумовує, що оскільки "найпопулярнішим вживанням цього слова є значення про непосидючу дитину, то "Дайдзірін" у цьому випадку перемагає".

## Зовнішні посилання
- Офіційний сайт (Japanese)
- Yahoo Japan's dictionary server with free access to Daijisen and Daijirin [Архівовано 7 липня 2012 у Archive.is] (Japanese)